# Liste der Nummer-eins-Hits in Schweden (1996)
Diese Liste enthält alle Nummer-eins-Hits in Schweden im Jahr 1996. Es gab in diesem Jahr 16 Nummer-eins-Singles und 24 Nummer-eins-Alben.
| Singles | Alben |
| --- | --- |
| - Coolio & L. V. – Gangsta's Paradise - 12 Wochen (27. Oktober 1995 – 25. Januar 1996) - Babylon Zoo – Spaceman - 8 Wochen (26. Januar – 21. März) - Joan Osborne – One of Us - 1 Woche (22. März – 28. März) - 2 Pac feat. Dr. Dre – California Love - 2 Wochen (29. März – 11. April) - Robert Miles – Children - 7 Wochen (12. April – 30. Mai) - Metallica – Until It Sleeps - 2 Wochen (31. Mai – 13. Juni) - Fool’s Garden – Lemon Tree - 1 Woche (14. Juni – 20. Juni) - Fugees – Killing Me Softly - 5 Wochen (21. Juni – 25. Juli) - Gyllene Tider – e.p. - 5 Wochen (26. Juli – 29. August) - Spice Girls – Wannabe - 3 Wochen (30. August – 19. September) - Mr. President – Coco Jamboo - 5 Wochen (20. September – 24. Oktober) - E-Type – Free Like a Flying Demon - 3 Wochen (25. Oktober – 14. November) - Lutricia McNeal – Ain't That Just the Way - 1 Woche (15. November – 21. November) - The Prodigy – Breathe - 3 Wochen (22. November – 12. Dezember, insgesamt 6 Wochen) - No Doubt – Don't Speak - 1 Woche (13. Dezember – 19. Dezember) - Toni Braxton – Un-Break My Heart - 1 Woche (20. Dezember – 26. Dezember, insgesamt 6 Wochen; → 1997) - The Prodigy – Breathe - 3 Wochen (27. Dezember 1996 – 16. Januar 1997, insgesamt 6 Wochen) | - Nordman – Ingenmansland - 11 Wochen (1. Dezember 1995 – 15. Februar 1996) - Nick Cave & The Bad Seeds – Murder Ballads - 2 Wochen (16. Februar – 29. Februar) - Enya – The Memory of Trees - 1 Woche (1. März – 7. März) - CajsaStina Åkerström – Klädd för att gå - 1 Woche (8. März – 14. März) - Alanis Morissette – Jagged Little Pill - 2 Wochen (15. März – 28. März) - Kent – Verkligen - 1 Woche (29. März – 4. April) - Lisa Ekdahl – Med kroppen mot jorden - 2 Wochen (5. April – 18. April) - Rage Against the Machine – Evil Empire - 1 Woche (19. April – 25. April) - Orup – Flicker förr & nu – 1986–1996 - 2 Wochen (26. April – 9. Mai) - The Cranberries – To the Faithful Departed - 1 Woche (10. Mai – 16. Mai) - Céline Dion – Falling into You - 1 Woche (17. Mai – 23. Mai) - George Michael – Older - 1 Woche (24. Mai – 30. Mai) - Eros Ramazzotti – Dove c’è musica - 2 Wochen (31. Mai – 13. Juni) - Metallica – Load - 5 Wochen (14. Juni – 18. Juli) - Gyllene Tider – Halmstads pärlor - 7 Wochen (19. Juli – 5. September, insgesamt 20 Wochen; → 1995) - Pearl Jam – No Code - 1 Woche (6. September – 12. September) - Suede – Coming up - 1 Woche (13. September – 19. September) - R.E.M. – New Adventures in Hi-Fi - 2 Wochen (20. September – 3. Oktober) - Frida – Djupa andetag - 2 Wochen (4. Oktober – 17. Oktober) - Uno Svenningsson – ...Due! - 1 Woche (18. Oktober – 24. Oktober) - Mauro Scocco – Godmorgon Sverige - 1 Woche (25. Oktober – 31. Oktober) - Ulf Lundell – På andra sidan drömmarna - 1 Woche (1. November – 7. November) - Tomas Ledin – T - 3 Wochen (8. November – 28. November) - Vaya Con Dios – The Best of - 6 Wochen (29. November 1996 – 9. Januar 1997) |